# 恰特拉
恰特拉（Chatra），是印度贾坎德邦恰特拉县的一个城镇。总人口41990（2001年）。

## 人口
该地2001年总人口41990人，其中男性22331人，女性19659人；0—6岁人口7086人，其中男3600人，女3486人；识字率65.28%，其中男性为71.43%，女性为58.29%。